# الیجی شرقی (جورجیا)
الیجی شرقی، جورجیا (به انگلیسی: East Ellijay, Georgia) یک شهر در ایالات متحده آمریکا با جمعیت ۵۴۶ نفر است که در جورجیا واقع شده‌است.

## موقعیت جغرافیایی
موقعیت جغرافیایی شهرها و مناطق اطراف به شرح زیر است: